# Koeleria crassipes
Koeleria crassipes är en gräsart som beskrevs av Johan Martin Christian Lange. Koeleria crassipes ingår i släktet tofsäxingar, och familjen gräs. Inga underarter finns listade i Catalogue of Life.